# چام‌لی (دینار)
چام‌لی (به ترکی استانبولی: Çamlı) یک منطقهٔ مسکونی در ترکیه است که در دینار (شهر) واقع شده‌است.